# Небреж
Не́бреж — одне з Осокорківських озер у Дарницькому районі Києва.  8-е за площею озеро Київської міськради (5-е – Дарницького району). Тип загальної мінералізації – прісне. Група гідрологічного режиму – безстічне.

## Географія
Площа - 0,44 км (44,1 га), за іншими даними 44,0 га . Довжина - 1,9 км. Найбільша ширина - 0,35 км. Найбільша глибина - 32 м. Озеро використовується для рекреації та рибальства. 
Розташоване на лівому березі Дніпра на південь від житлового масиву Осокоркиː безпосередньо на південь від вулиці Колекторна. На захід від озера Небреж розташовані ділянки садових товариств і озеро Мартишів, на сході - озеро Тягле.
Озерна улоговина неправильної (півколо) форми, витягнута з півночі на південь. З'єднується протоками з озерами Тягле та Мартишів.

## Історія походження
Небреж є озером-старорічищем Дніпра, поглиблене і розширене внаслідок робіт з намиву території під час будівництва житлових масивів Позняки та Осокорки. 
Урочище Небреж зафіксовано топографами 60-х рр. ХIX століття як заболочені луги зі старицями. Озеро вперше відзначено між селами Осокорки і Бортничі картографами 60-70-х рр. XIX ст . За півстоліття скоротилося на 500 м і в такому вигляді залишалося до середини 1960-х рр., коли Небреж перерізала дамба каналізаційного колектора. У 70-80-х рр. починається активний гідронамив - з півночі на південь поступово просувається житлове будівництво міста . Невеликі заплавні озера Небреж, Тягле і Мартишев активно використовуються для гідронамиву. В результаті значно збільшуються в розмірах . 

## Екологічні проблеми
Масштабне міське будівництво призвело до того, що від величезного заплавного масиву залишився невеликий фрагмент, затиснутий між міською забудовою і трансформованими ландшафтами.
Озера Небреж, Мартишев, Тягле, канали і гаї навколо них і, головне, квітучі заливні луки - останні залишки ландшафтних комплексів лівобережної заплави річки Дніпро, які в майже первісному стані в межах Києва збереглися лише на Осокорках. Ця місцевість є домівкою багатьом представникам флори і фауни, які занесені до Червоної Книги України та знаходяться під захистом численних міжнародних конвенцій.
У 2005 році Київрада своїм рішенням передала забудовнику територію болотистих угідь і заплавних луків на південь від житлового масиву Осокорки, включно з берегами озер Небреж, Мартишев, Тягле, загальною площею 176 га, в оренду на 15 років для забудови об'єктами житлового та соціально-побутового призначення. У планах забудовника по всій території навколо озера Небреж звести 43 житлових будинки по 24-27 поверхів .
Громадськість Києва виступає проти варварського будівництва. 18.11.2015 в Київську міську раду була подана Петиція № 713 «Ландшафтний природний парк замість забудови південних Осокорків» .
За 90 днів Петиція набрала понад 11 000 голосів за необхідних 10 000 і потрапила на розгляд в КМДА. Петицією передбачено створення великого ландшафтного парку на південь від вулиці Колекторної і збереження від суцільної забудови території навколо озер Небреж, Тягле, Мартишев разом з унікальною екосистемою заплавних луків, розташованих навколо цих озер, а також розвиток інфраструктури для екотуризму, активного водного відпочинку, розвиток мережі доріжок для бігу і велодоріжок.
Конфлікт між громадськістю та забудовниками триває. Влітку та восени 2018 року питання щодо забудови Осокорків перейшов в гарячу фазу - в конфлікт втрутився "Національний корпус", який підтримав мешканців району, а також найняті забудовником "спортсмени". 22 вересня 2018 року поліція затримала 50 осіб, які виявилися охоронцями забудови. Їх доставили в поліцію для з’ясування осіб.   .
Детальний план території району Осокорки від 2009 року  суперечить Генеральному плану міста Києва. І станом на лютий 2020 справу про визнання цього ДПТ незаконним знаходиться на розгляді у Верховному Суді.

## Галерея

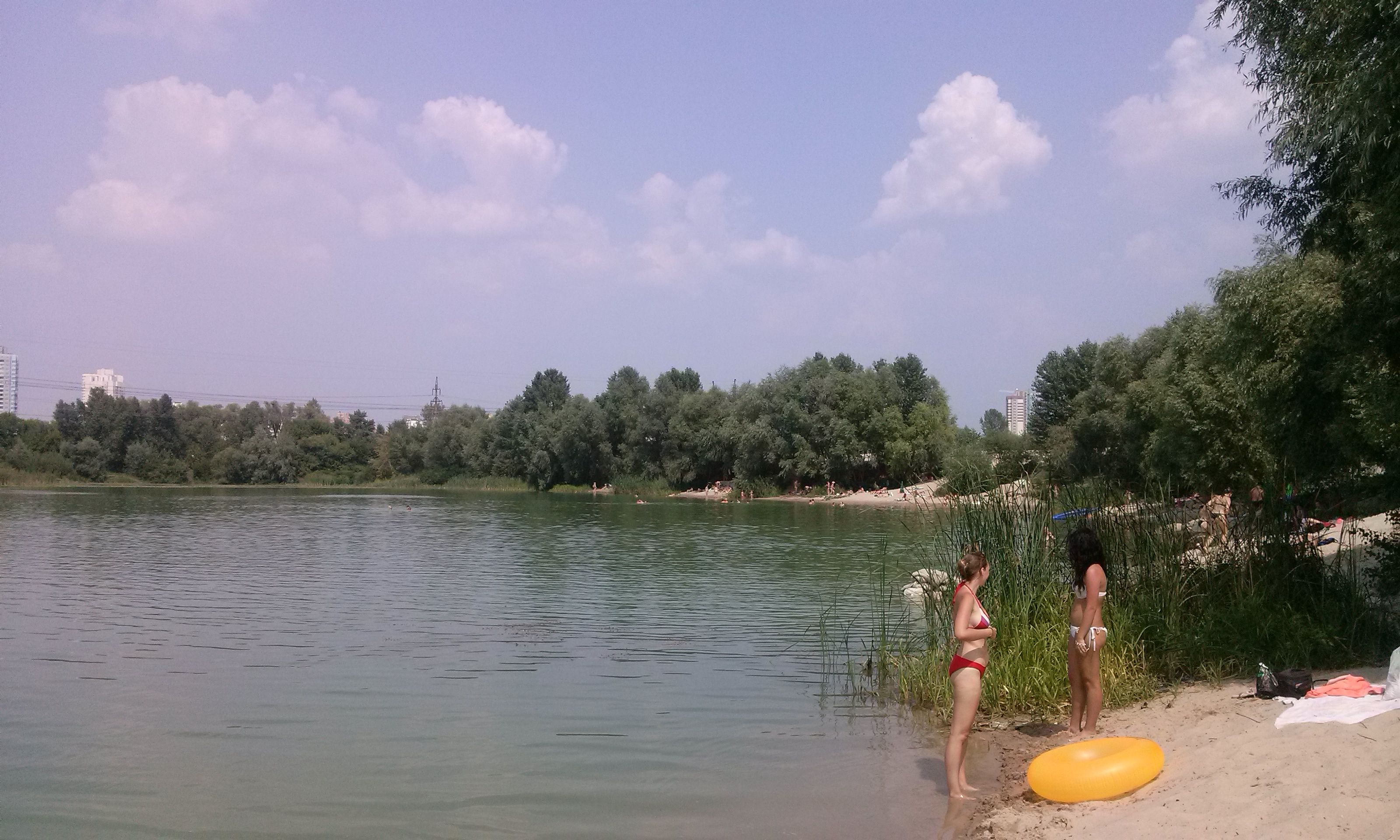
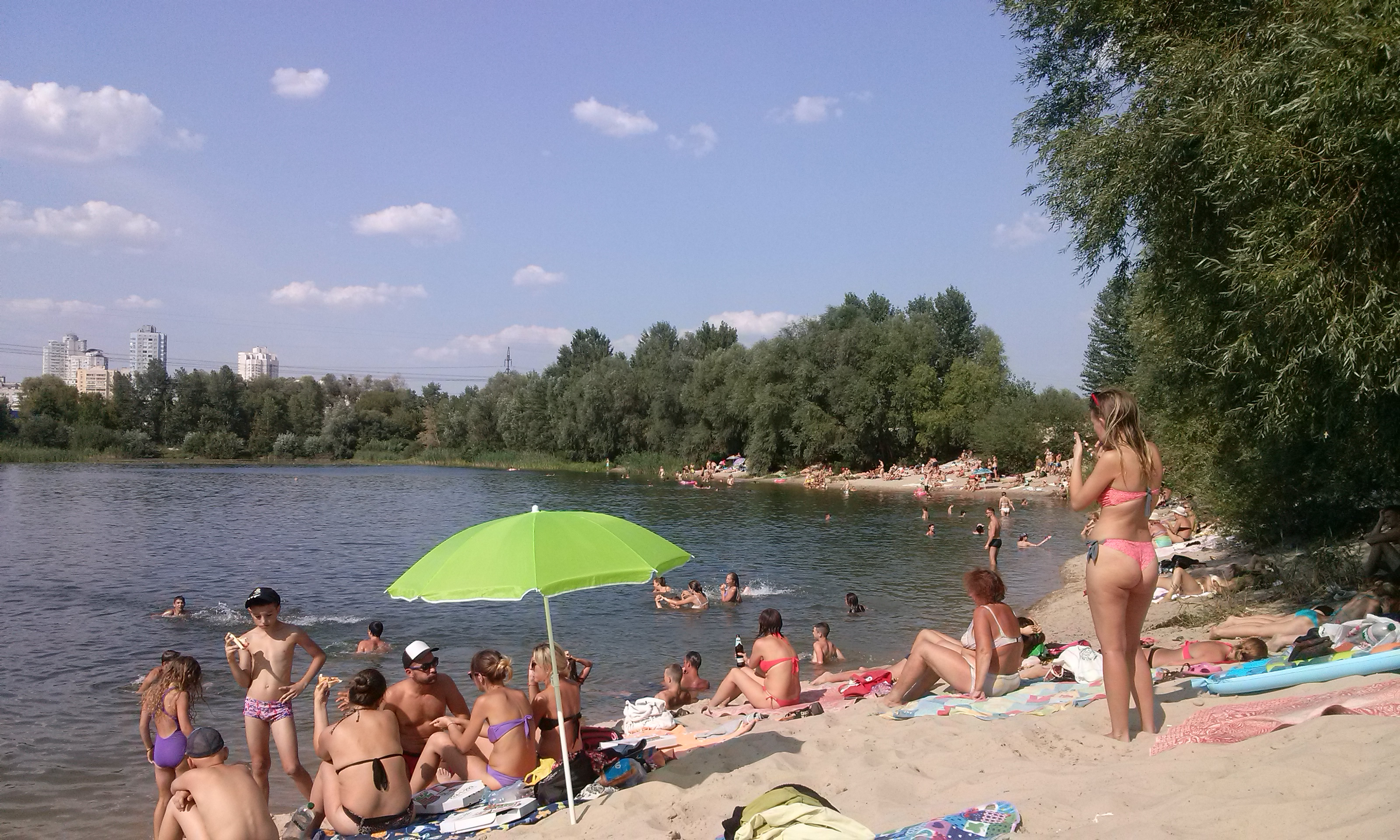
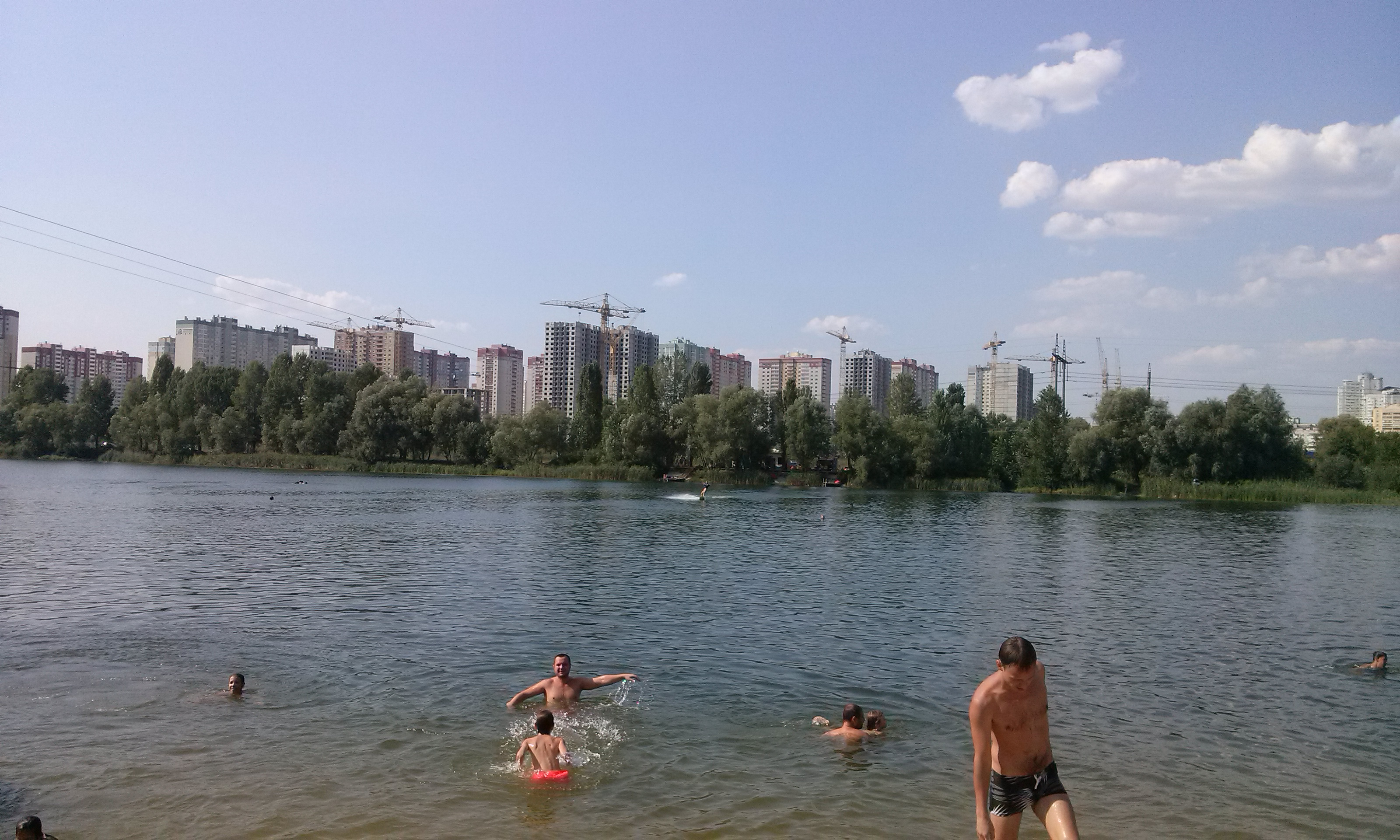
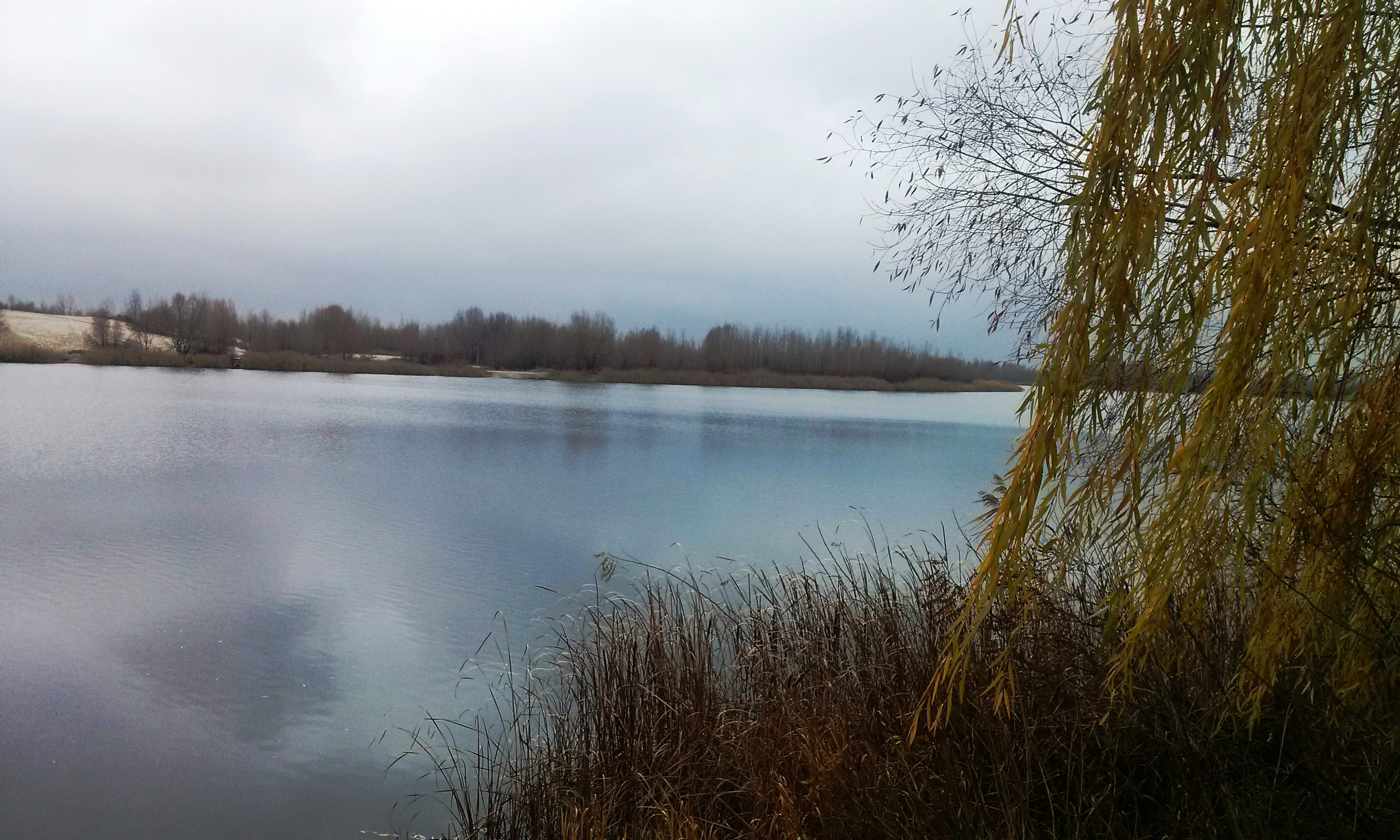
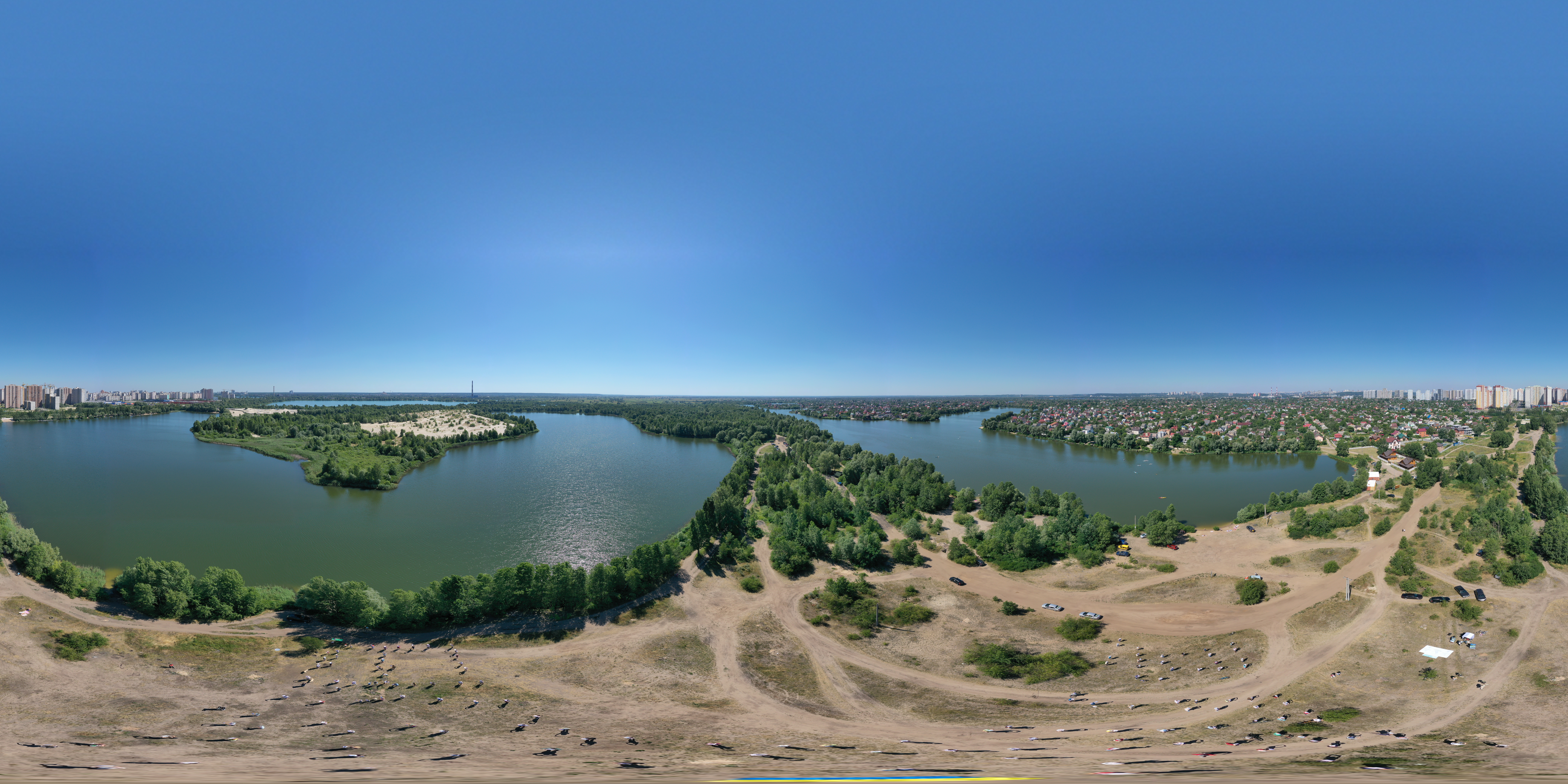
Озера Небреж (зліва) та Мартишів (справа)